# GP São Paulo Internacional de Ciclismo de 2012
O GP São Paulo Internacional de Ciclismo de 2012 foi a 1ª edição do evento, também considerada por alguns a edição 2012 da Prova Ciclística 9 de Julho, sendo, neste caso, extra-oficialmente a 69ª edição do evento. Foi realizada no autódromo de Fórmula 1 de Interlagos, em um circuito de 4.3 quilômetros. A prova da elite masculina percorreu 20 voltas e foi vencida por Francisco Chamorro, que já havia vencido a Prova 9 de Julho em 2010, enquanto a competição elite feminina percorreu 8 voltas e teve Luciene Ferreira como vencedora.

## Resultados

### Masculino
|    | Ciclista                | Equipe                               | Tempo      |
| -- | ----------------------- | ------------------------------------ | ---------- |
| 1  | Francisco Chamorro      | Real Cycling Team                    | 1h 58' 36" |
| 2  | Héctor Figueras         | Funvic - Pindamonhangaba             | m.t.       |
| 3  | Rodrigo Araújo de Melo  | Clube DataRo de Ciclismo             | m.t.       |
| 4  | Roberto Pinheiro        | Funvic - Pindamonhangaba             | m.t.       |
| 5  | Michel Fernández García | São Francisco Saúde - Ribeirão Preto | m.t.       |
| 6  | André Almeida           | Suzano - DSW Automotive              | m.t.       |
| 7  | Davi Leite              | FW Engenharia - Três Rios            | m.t.       |
| 8  | Alcides Vieira          | Clube DataRo de Ciclismo             | m.t.       |
| 9  | Izael da Silva          | Suzano - DSW Automotive              | m.t.       |
| 10 | Fabiele Mota            | FW Engenharia - Três Rios            | m.t.       |

### Feminino
|    | Ciclista            | Equipe                               | Tempo    |
| -- | ------------------- | ------------------------------------ | -------- |
| 1  | Luciene Ferreira    | Funvic - Pindamonhangaba             | 37' 27"  |
| 2  | Márcia Fernandes    | São José dos Campos - Kuota          | + 1"     |
| 3  | Camila Ferreira     | Caloi                                | + 1' 46" |
| 4  | Lilian Pedroso      | Velo - Seme Rio Claro                | m.t.     |
| 5  | Ana Paula Polegatch | São Caetano do Sul - VZAN - DKS Bike | m.t.     |
| 6  | Viviane Lourenço    | São Francisco Saúde - Ribeirão Preto | m.t.     |
| 7  | Débora Gerhard      | Funvic - Pindamonhangaba             | m.t.     |
| 8  | Maira Nogueira      | Velo - Seme Rio Claro                | m.t.     |
| 9  | Cristiane Pereira   | São José dos Campos - Kuota          | m.t.     |
| 10 | Danilas Ferreira    | Iracemapólis Centro de Excelência    | m.t.     |

## Ligações Externas
- Resultado Masculino Elite
- Resultado Feminino Elite